# Federal Highway
A Federal Highway é uma autoestrada importante no estado australiano de Nova Gales do Sul e no Território da Capital Australiana. A estrada vai da Hume Highway ao sul de Goulburn até Camberra, no Território da Capital Australiana.